# World Series
MLB World Series je najcjenjeniji trofej u bejzbolu. World Series igraju pobjednici MLBovih liga American League i National League te se prvi takav održao 1903. Jedino nije bilo finala 1904. i 1994. zbog štrajka igrača (lock-out). Finale se igra na četiri dobivene utakmice (nekad i pet).

## Završnice
- članovi American League 

     - članovi National League
| Sezona | Pobjednik                | Rezultat (u utakmicama)  | Finalist                 |
| ------ | ------------------------ | ------------------------ | ------------------------ |
| 1903.  | Boston Americans         | 5:3                      | Pittsburgh Pirates       |
| 1904.  | World Series nije održan | World Series nije održan | World Series nije održan |
| 1905.  | New York Giants          | 4:1                      | Philadelphia Athletics   |
| 1906.  | Chicago White Sox        | 4:2                      | Chicago Cubs             |
| 1907.  | Chicago Cubs             | 4:1                      | Detroit Tigers           |
| 1908.  | Chicago Cubs             | 4:1                      | Detroit Tigers           |
| 1909.  | Pittsburgh Pirates       | 4:3                      | Detroit Tigers           |
| 1910.  | Philadelphia Athletics   | 4:1                      | Chicago Cubs             |
| 1911.  | Philadelphia Athletics   | 4:2                      | New York Giants          |
| 1912.  | Boston Red Sox           | 4:3                      | New York Giants          |
| 1913.  | Philadelphia Athletics   | 4:1                      | New York Giants          |
| 1914.  | Boston Braves            | 4:0                      | Philadelphia Athletics   |
| 1915.  | Boston Red Sox           | 4:1                      | Philadelphia Phillies    |
| 1916.  | Boston Red Sox           | 4:1                      | Brooklyn Robins          |
| 1917.  | Chicago White Sox        | 4:2                      | New York Giants          |
| 1918.  | Boston Red Sox           | 4:2                      | Chicago Cubs             |
| 1919.  | Cincinnati Reds          | 5:3                      | Chicago White Sox        |
| 1920.  | Cleveland Indians        | 5:2                      | Brooklyn Robins          |
| 1921.  | New York Giants          | 5:3                      | New York Yankees         |
| 1922.  | New York Giants          | 4:1                      | New York Yankees         |
| 1923.  | New York Yankees         | 4:2                      | New York Giants          |
| 1924.  | Washington Senators      | 4:3                      | New York Giants          |
| 1925.  | Pittsburgh Pirates       | 4:3                      | Washington Senators      |
| 1926.  | St. Louis Cardinals      | 4:3                      | New York Yankees         |
| 1927.  | New York Yankees         | 4:0                      | Pittsburgh Pirates       |
| 1928.  | New York Yankees         | 4:0                      | St. Louis Cardinals      |
| 1929.  | Philadelphia Athletics   | 4:1                      | Chicago Cubs             |
| 1930.  | Philadelphia Athletics   | 4:2                      | St. Louis Cardinals      |
| 1931.  | St. Louis Cardinals      | 4:3                      | Philadelphia Athletics   |
| 1932.  | New York Yankees         | 4:0                      | Chicago Cubs             |
| 1933.  | New York Giants          | 4:1                      | Washington Senators      |
| 1934.  | St. Louis Cardinals      | 4:3                      | Detroit Tigers           |
| 1935.  | Detroit Tigers           | 4:2                      | Chicago Cubs             |
| 1936.  | New York Yankees         | 4:2                      | New York Giants          |
| 1937.  | New York Yankees         | 4:1                      | New York Giants          |
| 1938.  | New York Yankees         | 4:0                      | Chicago Cubs             |
| 1939.  | New York Yankees         | 4:0                      | Cincinnati Reds          |
| 1940.  | Cincinnati Reds          | 4:3                      | Detroit Tigers           |
| 1941.  | New York Yankees         | 4:1                      | Brooklyn Dodgers         |
| 1942.  | St. Louis Cardinals      | 4:1                      | New York Yankees         |
| 1943.  | New York Yankees         | 4:1                      | St. Louis Cardinals      |
| 1944.  | St. Louis Cardinals      | 4:2                      | St. Louis Browns         |
| 1945.  | Detroit Tigers           | 4:3                      | Chicago Cubs             |
| 1946.  | St. Louis Cardinals      | 4:3                      | Boston Red Sox           |
| 1947.  | New York Yankees         | 4:3                      | Brooklyn Dodgers         |
| 1948.  | Cleveland Indians        | 4:2                      | Boston Braves            |
| 1949.  | New York Yankees         | 4:1                      | Brooklyn Dodgers         |
| 1950.  | New York Yankees         | 4:0                      | Philadelphia Phillies    |
| 1951.  | New York Yankees         | 4:2                      | New York Giants          |
| 1952.  | New York Yankees         | 4:3                      | Brooklyn Dodgers         |
| 1953.  | New York Yankees         | 4:2                      | Brooklyn Dodgers         |
| 1954.  | New York Giants          | 4:0                      | Cleveland Indians        |
| 1955.  | Brooklyn Dodgers         | 4:3                      | New York Yankees         |
| 1956.  | New York Yankees         | 4:3                      | Brooklyn Dodgers         |
| 1957.  | Milwaukee Braves         | 4:3                      | New York Yankees         |
| 1958.  | New York Yankees         | 4:3                      | Milwaukee Braves         |
| 1959.  | Los Angeles Dodgers      | 4:2                      | Chicago White Sox        |
| 1960.  | Pittsburgh Pirates       | 4:3                      | New York Yankees         |
| 1961.  | New York Yankees         | 4:1                      | Cincinnati Reds          |
| 1962.  | New York Yankees         | 4:3                      | San Francisco Giants     |
| 1963.  | Los Angeles Dodgers      | 4:0                      | New York Yankees         |
| 1964.  | St. Louis Cardinals      | 4:3                      | New York Yankees         |
| 1965.  | Los Angeles Dodgers      | 4:3                      | Minnesota Twins          |
| 1966.  | Baltimore Orioles        | 4:0                      | Los Angeles Dodgers      |
| 1967.  | St. Louis Cardinals      | 4:3                      | Boston Red Sox           |
| 1968.  | Detroit Tigers           | 4:3                      | St. Louis Cardinals      |
| 1969.  | New York Mets            | 4:1                      | Baltimore Orioles        |
| 1970.  | Baltimore Orioles        | 4:1                      | Cincinnati Reds          |
| 1971.  | Pittsburgh Pirates       | 4:3                      | Baltimore Orioles        |
| 1972.  | Oakland Athletics        | 4:3                      | Cincinnati Reds          |
| 1973.  | Oakland Athletics        | 4:3                      | New York Mets            |
| 1974.  | Oakland Athletics        | 4:1                      | Los Angeles Dodgers      |
| 1975.  | Cincinnati Reds          | 4:3                      | Boston Red Sox           |
| 1976.  | Cincinnati Reds          | 4:0                      | New York Yankees         |
| 1977.  | New York Yankees         | 4:2                      | Los Angeles Dodgers      |
| 1978.  | New York Yankees         | 4:2                      | Los Angeles Dodgers      |
| 1979.  | Pittsburgh Pirates       | 4:3                      | Baltimore Orioles        |
| 1980.  | Philadelphia Phillies    | 4:2                      | Kansas City Royals       |
| 1981.  | Los Angeles Dodgers      | 4:2                      | New York Yankees         |
| 1982.  | St. Louis Cardinals      | 4:3                      | Milwaukee Brewers        |
| 1983.  | Baltimore Orioles        | 4:1                      | Philadelphia Phillies    |
| 1984.  | Detroit Tigers           | 4:1                      | San Diego Padres         |
| 1985.  | Kansas City Royals       | 4:3                      | St. Louis Cardinals      |
| 1986.  | New York Mets            | 4:3                      | Boston Red Sox           |
| 1987.  | Minnesota Twins          | 4:3                      | St. Louis Cardinals      |
| 1988.  | Los Angeles Dodgers      | 4:1                      | Oakland Athletics        |
| 1989.  | Oakland Athletics        | 4:0                      | San Francisco Giants     |
| 1990.  | Cincinnati Reds          | 4:0                      | Oakland Athletics        |
| 1991.  | Minnesota Twins          | 4:3                      | Atlanta Braves           |
| 1992.  | Toronto Blue Jays        | 4:2                      | Atlanta Braves           |
| 1993.  | Toronto Blue Jays        | 4:2                      | Philadelphia Phillies    |
| 1994.  | World Series nije održan | World Series nije održan | World Series nije održan |
| 1995.  | Atlanta Braves           | 4:2                      | Cleveland Indians        |
| 1996.  | New York Yankees         | 4:2                      | Atlanta Braves           |
| 1997.  | Florida Marlins          | 4:3                      | Cleveland Indians        |
| 1998.  | New York Yankees         | 4:0                      | San Diego Padres         |
| 1999.  | New York Yankees         | 4:0                      | Atlanta Braves           |
| 2000.  | New York Yankees         | 4:1                      | New York Mets            |
| 2001.  | Arizona Diamondbacks     | 4:3                      | New York Yankees         |
| 2002.  | Anaheim Angels           | 4:3                      | San Francisco Giants     |
| 2003.  | Florida Marlins          | 4:2                      | New York Yankees         |
| 2004.  | Boston Red Sox           | 4:0                      | St. Louis Cardinals      |
| 2005.  | Chicago White Sox        | 4:0                      | Houston Astros           |
| 2006.  | St. Louis Cardinals      | 4:1                      | Detroit Tigers           |
| 2007.  | Boston Red Sox           | 4:0                      | Colorado Rockies         |
| 2008.  | Philadelphia Phillies    | 4:1                      | Tampa Bay Rays           |
| 2009.  | New York Yankees         | 4:2                      | Philadelphia Phillies    |
| 2010.  | San Francisco Giants     | 4:1                      | Texas Rangers            |
| 2011.  | St. Louis Cardinals      | 4:3                      | Texas Rangers            |
| 2012.  | San Francisco Giants     | 4:0                      | Detroit Tigers           |
| 2013.  | Boston Red Sox           | 4:2                      | St. Louis Cardinals      |
| 2014.  | San Francisco Giants     | 4:3                      | Kansas City Royals       |

## Pobjednici i finalisti - ukupno
- stanje zaključno s 2014.

| Klub                                                        | Osvojenih | Finala | Ukupno finala |
| ----------------------------------------------------------- | --------- | ------ | ------------- |
| New York Yankees                                            | 27        | 13     | 40            |
| St. Louis Cardinals                                         | 11        | 8      | 19            |
| Oakland Athletics (Philadelphia Athletics)                  | 9         | 5      | 14            |
| San Francisco Giants (New York Giants)                      | 8         | 12     | 20            |
| Boston Red Sox (Boston Americans)                           | 8         | 4      | 12            |
| Los Angeles Dodgers (Brooklyn Robins, Brooklyn Dodgers)     | 6         | 12     | 18            |
| Cincinnati Reds                                             | 5         | 4      | 9             |
| Pittsburgh Pirates                                          | 5         | 2      | 7             |
| Detroit Tigers                                              | 4         | 7      | 11            |
| Atlanta Braves (Boston Braves, Milwaukee Braves)            | 3         | 6      | 9             |
| Baltimore Orioles (St. Louis Browns)                        | 3         | 4      | 7             |
| Monnesota Twins (Washington Senators, Washington Nationals) | 3         | 3      | 6             |
| Chicago White Sox                                           | 3         | 2      | 5             |
| Chicago Cubs                                                | 2         | 8      | 10            |
| Philadelphia Phillies                                       | 2         | 5      | 7             |
| Cleveland Indians                                           | 2         | 3      | 5             |
| New York Mets                                               | 2         | 2      | 4             |
| Toronto Blue Jays                                           | 2         |        | 2             |
| Florida Marlins                                             | 2         |        | 2             |
| Kansas City Royals                                          | 1         | 2      | 3             |
| Arizona Diamondbacks                                        | 1         |        | 1             |
| Los Angeles Angels of Anaheim (Anaheim Angels)              | 1         |        | 1             |
| San Diego Padres                                            |           | 2      | 2             |
| Texas Rangers                                               |           | 2      | 2             |
| Houston Astros                                              |           | 1      | 1             |
| Milwaukee Brewers                                           |           | 1      | 1             |
| Colorado Rockies                                            |           | 1      | 1             |
| Tampa Bay Rays                                              |           | 1      | 1             |